# Harry Potter (personage)
Harry James Potter (Goderics Eind, 31 juli 1980) is de hoofdpersoon uit de zevendelige gelijknamige boekenserie van Joanne Rowling. Bijnamen van Harry zijn "de Uitverkorene" en "De Jongen Die Bleef Leven".

## Biografie

### Als baby (1980-1981)
Harry is de zoon van James Potter, een volbloed tovenaar, en Lily Potter, een heks met Dreuzelouders. James en Lily waren beiden getalenteerde tovenaars en tegenstanders van de duistere tovenaar Heer Voldemort. Op een koude, natte avond in 1979 voorspelde de Zieneres Sybilla Zwamdrift dat er aan het einde van de zevende maand iemand geboren zou worden die de macht heeft om de Heer van het Duister te overwinnen. Op 31 juli 1980 werd Harry Potter, de enige zoon van James en Lily, geboren. De profetie van Zwamdrift leek dus betrekking te hebben op Harry, althans dat nam Voldemort aan: de profetie had ook op Marcel Lubbermans kunnen slaan die rond dezelfde datum geboren is. Maar Voldemort koos voor Harry Potter omdat Voldemort vond dat ze veel gemeen hadden.
Terwijl Zwamdrift de voorspelling deed werd zij afgeluisterd door Severus Sneep, toen nog een Dooddoener, die de informatie doorspeelde aan zijn meester, Voldemort. Vanaf dat moment had Voldemort het op Harry gemunt. Volgens Voldemort had Lily niet per se hoeven sterven; dit komt doordat Sneep van jongs af aan verliefd was op Lily en hij aan Voldemort vroeg om haar in leven te laten. Sneep, die zich bekeerd had, gaf dit echter door aan Albus Perkamentus, die extra bescherming voor James en Lily regelde. Dat mocht niet baten, aangezien Peter Pippeling (Wormstaart), een voormalige familievriend, hun locatie verraadde aan Heer Voldemort, die vervolgens naar het huis van James en Lily ging. Eerst vermoordde hij James, vervolgens bood hij Lily de mogelijkheid om te blijven leven. Zij koos er echter voor om haar leven op te offeren voor Harry, die daardoor tot op de dag van vandaag de bescherming van de liefde in zich draagt, een kracht die Voldemort niet kent. Vervolgens probeerde Voldemort ook de eenjarige Harry te vermoorden, maar wonderlijk genoeg ketste de vloek af op diens voorhoofd (daarbij een bliksemschichtvormig litteken achterlatend), terug naar Voldemort. Voldemort stierf niet door de vloek (zie voor de verklaring het artikel Gruzielement) maar werd gereduceerd tot "minder dan een geest". Doordat Harry als eenjarige aan Voldemorts vloek des doods is ontkomen, wordt hij als een grote held binnen de tovenaarsgemeenschap beschouwd (men noemt hem dan ook wel "De Jongen Die Bleef Leven", The Boy Who Lived). Bij de mislukte vloek heeft Voldemort overigens ongewild een aantal krachten van zichzelf (waaronder het talent om met slangen te praten, Sisselspraak) in Harry overgeplaatst. Volgens de profetie van Zwamdrift heeft Voldemort Harry als zijn gelijke aangemerkt, en zo zijn meest gevaarlijke vijand gecreëerd.

### Tot zijn elfde verjaardag (1981-1991)
Albus Perkamentus, het hoofd van de toverschool Zweinstein en tevens hoofd van de Orde van de Feniks, besloot dat Harry bij zijn oom en tante, de Duffelingen, in het dorpje Klein Zanikem kwam te wonen. Petunia Duffeling is de zus van Lily Potter, en de bescherming die Harry had gekregen doordat zijn moeder haar leven voor hem opofferde, stroomde ook door het bloed van haar bloedverwanten, door dat van haar zuster Petunia. Harry ging echter een zware tijd tegemoet bij zijn oom en tante. De Duffelingen zijn namelijk niet-magisch en ook zeer fel tegen de toverkunst gekant. Ze hebben Harry dan ook nooit verteld over het bestaan van toverkunst en hem altijd voorgelogen over de ware identiteit van zijn ouders. Ze hebben altijd een hekel aan Harry gehad en geprobeerd de magie uit hem te stampen, maar dit lukte niet. Een voorbeeld dat illustreert hoezeer de Duffelingen Harry mishandelden, is het feit dat ze hem tot aan zijn elfde verjaardag in een bezemkast onder de trap lieten slapen. Op Harry's elfde verjaardag kwam er echter een reusachtige man, Rubeus Hagrid, met de boodschap dat Harry een tovenaar is. Verder vertelde Hagrid hem de waarheid over zijn ouders en hij deelde hem mee, dat hij niet naar een reguliere middelbare school zou gaan, maar naar Zweinsteins Hogeschool voor Hekserij en Hocus-Pocus. Hagrid gaat samen met Harry naar de Wegisweg om zijn nieuwe schoolspullen te kopen. Hagrid geeft Harry een uil, die van Harry de naam Hedwig krijgt.

### Vanaf september 1991
Deze paragraaf heeft vooral betrekking op de ontwikkeling van Harry's karakter. Voor een uitgebreidere beschrijving van de (avontuurlijke) gebeurtenissen die Harry heeft meegemaakt raadplege men de artikelen over de verschillende boeken.
Een maand nadat Harry samen met Hagrid zijn schoolspullen had gekocht op de Wegisweg, vertrok hij met de Zweinsteinexpres naar zijn nieuwe school. Aan boord maakte hij kennis met Ron Wemel en Hermelien Griffel, die zijn beste vrienden zouden worden. Op Zweinstein zat Harry in zijn eerste jaar op ongeveer hetzelfde niveau als de andere leerlingen. Op Zweinstein blijkt eens te meer hoe beroemd Harry is. Hij wordt regelmatig nagewezen en in het tweede boek herinneren medeleerling Kasper Krauwel en professor Gladianus Smalhart hem constant aan zijn beroemdheid. Harry vindt het echter niet prettig dat hij zo bekend is en zou maar wat graag van zijn litteken (de fysieke herinnering aan de gebeurtenis die hem zijn faam bezorgd heeft en waaraan men hem herkent) af willen zijn. Vanaf het derde boek begint Harry's karakter te veranderen. Dat is deels toe te schrijven aan de puberteit, deels ook aan het feit dat Harry steeds meer leert over zijn verleden en dat van zijn ouders en zo geconfronteerd wordt met het slechte in de mens. Op sommige momenten neemt woede dan ook de overhand in Harry's persoonlijkheid. Dat gebeurt bijvoorbeeld als hij geconfronteerd wordt met Sirius Zwarts, de man die hij (overigens onterecht) verantwoordelijk stelt voor het verraad en daarmee de dood van zijn ouders. In het vierde boek weigerde hij halsstarrig zijn excuses aan te bieden tijdens een ruzie met zijn beste vriend Ron en in het vijfde boek begon hij bij het minste of het geringste te schreeuwen tegen zijn vrienden als hij het gevoel had dat ze hem niet begrepen. Naarmate Harry echter meer begint te beseffen in wat voor duistere tijden de tovenaarswereld (met de terreurdaden van Heer Voldemort) en hijzelf (als aangewezen persoon om Voldemort uit te schakelen, waarbij soms offers nodig zijn) verkeren, lijkt zijn karakter zich te ontwikkelen tot dat van iemand die goed met zijn lot om kan gaan. Zelfs onder het persoonlijk verlies van een dierbare in 1996 blijft Harry, zeker na enkele weken, behoorlijk kalm. Op de momenten dat Harry, als hij iets ontdekt over daden van bepaalde zwarte magiërs, weer keihard geconfronteerd wordt met de schimmige zijde van de mens, kan dat nog wel tot onbegrip en woede leiden. Misschien ligt daarin echter juist wel zijn grote kracht. Door zijn natuurlijke neiging naar het goede zal hij nooit worden verleid door het vooruitzicht van macht (zoals hij het zelf zegt: "Ik loop nooit over naar de Duistere Zijde! Nooit!") zodat hij in staat zal zijn om de moeilijke taak, die juist hij zal moeten vervullen (namelijk het uitschakelen van Voldemort) tot een goed einde te brengen.

### Negentien jaar later (2017)
Harry is getrouwd met Ginny, ze hebben twee zoons en een dochter: James Sirius Potter (vernoemd naar Harry's vader en zijn peetvader Sirius Zwarts), Albus Severus Potter (vernoemd naar Albus Perkamentus en Severus Sneep) en dochtertje Lily Loena Potter (vernoemd naar Harry's moeder en Loena Leeflang). Het zoontje van Tops en Lupos, Teddy is Harry's peetzoon. Harry ziet de leerlingen, die in dezelfde tijd als hij op Zweinstein hebben gezeten, weer terug als hij zijn zoons (James Sirius Potter en Albus Severus Potter) naar de Zweinsteinexpres brengt.

## Patronus
De Patronus van Harry is een hert. Dit heeft hij voor het eerst gezien bij het leren hiervan bij zijn leraar Remus Lupos om zich te verweren tegen dementors. Dit gebruikt hij onder meer bij het meer nabij Zweinstein en in Klein Zanikem. De Patronus is zeer krachtig.

## Beroep
Rowling heeft tijdens een chatsessie aangegeven dat Harry na zijn overwinning op Voldemort als Schouwer voor het Schouwershoofdkwartier is gaan werken, zoals hij in het vijfde boek al had gezegd tegen Professor Anderling. In 2007 wordt hij hoofd hiervan. Ook Ron Wemel wordt Schouwer.

## Familie Potter[4]
|  |  |  |  |                 |                 |                 |                 |                 |                 |              |              |                   |                   |                   |                   |                   |                   |            |            |                |                |                |                |                |                |              |              |              |              |              |              |               |               |               |               |               |               |  |  |
|  |  |  |  |                 |                 |                 |                 |                 |                 |              |              |                   |                   |                   |                   |                   |                   |            |            |                |                |                |                |                |                |              |              |              |              |              |              |               |               |               |               |               |               |  |  |
|  |  |  |  | Fleamont Potter | Fleamont Potter | Fleamont Potter | Fleamont Potter | Fleamont Potter | Fleamont Potter |              |              | Euphemia (Potter) | Euphemia (Potter) | Euphemia (Potter) | Euphemia (Potter) | Euphemia (Potter) | Euphemia (Potter) |            |            | Charlus Potter | Charlus Potter | Charlus Potter | Charlus Potter | Charlus Potter | Charlus Potter |              |              | Dorea Zwarts | Dorea Zwarts | Dorea Zwarts | Dorea Zwarts | Dorea Zwarts  | Dorea Zwarts  |               |               |               |               |  |  |
|  |  |  |  | Fleamont Potter | Fleamont Potter | Fleamont Potter | Fleamont Potter | Fleamont Potter | Fleamont Potter |              |              | Euphemia (Potter) | Euphemia (Potter) | Euphemia (Potter) | Euphemia (Potter) | Euphemia (Potter) | Euphemia (Potter) |            |            | Charlus Potter | Charlus Potter | Charlus Potter | Charlus Potter | Charlus Potter | Charlus Potter |              |              | Dorea Zwarts | Dorea Zwarts | Dorea Zwarts | Dorea Zwarts | Dorea Zwarts  | Dorea Zwarts  |               |               |               |               |  |  |
|  |  |  |  |                 |                 |                 |                 |                 |                 |              |              |                   |                   |                   |                   |                   |                   |            |            |                |                |                |                |                |                |              |              |              |              |              |              |               |               |               |               |               |               |  |  |
|  |  |  |  |                 |                 |                 |                 | James Potter    | James Potter    | James Potter | James Potter | James Potter      | James Potter      |                   |                   | Lily Evers        | Lily Evers        | Lily Evers | Lily Evers | Lily Evers     | Lily Evers     |                |                | Arthur Wemel   | Arthur Wemel   | Arthur Wemel | Arthur Wemel | Arthur Wemel | Arthur Wemel |              |              | Molly Protser | Molly Protser | Molly Protser | Molly Protser | Molly Protser | Molly Protser |  |  |
|  |  |  |  |                 |                 |                 |                 | James Potter    | James Potter    | James Potter | James Potter | James Potter      | James Potter      |                   |                   | Lily Evers        | Lily Evers        | Lily Evers | Lily Evers | Lily Evers     | Lily Evers     |                |                | Arthur Wemel   | Arthur Wemel   | Arthur Wemel | Arthur Wemel | Arthur Wemel | Arthur Wemel |              |              | Molly Protser | Molly Protser | Molly Protser | Molly Protser | Molly Protser | Molly Protser |  |  |
|  |  |  |  |                 |                 |                 |                 |                 |                 |              |              |                   |                   |                   |                   |                   |                   |            |            |                |                |                |                |                |                |              |              |              |              |              |              |               |               |               |               |               |               |  |  |
|  |  |  |  |                 |                 |                 |                 |                 |                 |              |              | Harry Potter      | Harry Potter      | Harry Potter      | Harry Potter      | Harry Potter      | Harry Potter      |            |            |                |                |                |                |                |                |              |              | Ginny Wemel  | Ginny Wemel  | Ginny Wemel  | Ginny Wemel  | Ginny Wemel   | Ginny Wemel   |               |               |               |               |  |  |
|  |  |  |  |                 |                 |                 |                 |                 |                 |              |              | Harry Potter      | Harry Potter      | Harry Potter      | Harry Potter      | Harry Potter      | Harry Potter      |            |            |                |                |                |                |                |                |              |              | Ginny Wemel  | Ginny Wemel  | Ginny Wemel  | Ginny Wemel  | Ginny Wemel   | Ginny Wemel   |               |               |               |               |  |  |
|  |  |  |  |                 |                 |                 |                 |                 |                 |              |              |                   |                   |                   |                   |                   |                   |            |            |                |                |                |                |                |                |              |              |              |              |              |              |               |               |               |               |               |               |  |  |
|  |  |  |  |                 |                 |                 |                 |                 |                 |              |              |                   |                   |                   |                   |                   |                   |            |            |                |                |                |                |                |                |              |              |              |              |              |              |               |               |               |               |               |               |  |  |
|  |  |  |  |                 |                 |                 |                 |                 |                 |              |              | James Potter      | James Potter      | James Potter      | James Potter      | James Potter      | James Potter      |            |            | Albus Potter   | Albus Potter   | Albus Potter   | Albus Potter   | Albus Potter   | Albus Potter   |              |              | Lily Potter  | Lily Potter  | Lily Potter  | Lily Potter  | Lily Potter   | Lily Potter   |               |               |               |               |  |  |